# Nicolas Jeleff
Nicolas Jeleff (né le 7 mai 1960 à Paris) est un joueur français de water-polo, double sélectionné olympique (Séoul 1988 et Barcelone 1992).
Il est champion de France avec le Cacel Nice de 1992 à 1995, club avec lequel il remporte également deux coupes de France.
Il devient professeur d'éducation physique et sportive au Centre international de Valbonne en 2007.
En août 2011, alors professeur d’éducation physique et sportive à l’Institut national des sciences appliquées de Lyon, il est désigné entraîneur de l'équipe de France masculine pendant les Universiades d'été 2009, 2011, 2013.
En avril 2023, il remporte la médaille d'argent aux championnats de France Universitaire de water-polo pour sa dernière année en tant qu'entraîneur de Lyon.